# 1477 Bonsdorffia
Az 1477 Bonsdorffia (ideiglenes jelöléssel 1938 CC) egy kisbolygó a Naprendszerben. Yrjö Väisälä fedezte fel 1938. február 6-án, Turkuban.